# Sutton Bassett
Sutton Bassett is een civil parish in het bestuurlijke gebied Kettering, in het Engelse graafschap Northamptonshire.